# Wipeout Fusion
Wipeout Fusion (estilizado como wipEout fusion) es un videojuego de carreras futurista desarrollado por Sony Studio Liverpool y publicado por Sony Computer Entertainment para PlayStation 2. Es la quinta entrega de la serie Wipeout y se lanzó por primera vez en febrero de 2002 en Europa. En junio de 2002 en América del Norte. También fue el primer juego de Wipeout que se publicó en la PlayStation 2. El juego se desarrolla en 2160 y gira en torno a jugadores que compiten en la liga de carreras antigravitantes F9000.
El juego fue desarrollado por Sony Studio Liverpool, luego de que Sony Computer Entertainment se hizo cargo de él y luego fue rebautizado (de Psygnosis) en 2001. Wipeout Fusion recibió críticas positivas al ser lanzado, con un elogio particular dirigido a su banda sonora. Sin embargo, sus gráficos y diseño de pistas recibieron respuestas mixtas de los críticos.

## Jugabilidad
Wipeout Fusion es un juego de carreras que se desarrolla en 2160 y gira en torno a jugadores que compiten en la liga de carreras antigravedad F9000. Los jugadores controlan los barcos antigravidad que son propiedad de grandes corporaciones de carreras (denominados colectivamente "equipos"). En general, el juego contiene 45 pistas de carreras, 32 modelos de barcos y 26 armas. Hay ocho equipos en Wipeout Fusion, cada uno con un piloto líder y un segundo piloto: los jugadores pueden elegir qué piloto y equipo quieren usar antes de una carrera. Cada nave tiene sus características; Dependiendo del equipo seleccionado, una nave variará en términos de velocidad, aceleración, maniobrabilidad y fuerza de escudo.
El juego tiene cuatro modos de carrera. El modo Arcade implica una carrera individual estándar, en la que el jugador debe competir contra oponentes y terminar primero para ganar una medalla de oro; obtener el segundo o tercer lugar recompensará al jugador con una medalla de plata o bronce, respectivamente. La Liga AG contiene diez torneos; Cada torneo tiene cuatro carreras con dieciséis competidores. El dinero se otorga al final de cada torneo como resultado de las bonificaciones de tiempo, daño y habilidad. Los jugadores pueden usar el dinero para mejorar la apariencia o el rendimiento de sus naves. Los otros dos modos de carrera son el modo "Zona", que gira en torno a la supervivencia cuando la nave del jugador acelera automáticamente a velocidades extremas; y el modo de prueba de tiempo, donde el jugador puede registrar los mejores tiempos de vuelta.
Además, el juego cuenta con una variedad de armas que pueden utilizarse para destruir a otros oponentes o para defenderse. Las armas ofensivas incluyen cohetes, rayos de plasma, misiles y granadas, mientras que las armas defensivas van desde minas desplegables hasta escudos de energía. Cada barco también está equipado con un escudo de energía estándar que protegerá al jugador del daño causado por colisiones o disparos de armas. Si un escudo se agota, la nave explotará y el jugador en cuestión será eliminado de la carrera.

## Fondo y lanzamiento
El juego fue desarrollado por Sony Studio Liverpool (anteriormente conocido como Psygnosis antes de 2001). Después del éxito de Wipeout 2097, el estudio quería apuntar su próximo juego a una "multitud más vieja y sabia". Poco después del lanzamiento de Wipeout Fusion, el diseñador jefe, Colin Berry, dijo en una entrevista retrospectiva que se desilusionó con la forma en que la franquicia Wipeout intentaba emular juegos como el F-Zero GX de Nintendo. Wipeout Fusion fue anunciado para ser publicado en Norteamérica por Bam! Entretenimiento en marzo de 2002, luego de una demora en recibir la licencia de publicación de la división estadounidense de Sony. El juego se lanzó finalmente en Europa el 8 de febrero de 2002 y en Norteamérica el 18 de junio de 2002.

## Recepción
Wipeout Fusion recibió revisiones generalmente favorables al momento de su publicación. Tiene un puntaje promedio de 83 por ciento de Metacritic basado en un agregado de 21 revisiones.
Los gráficos recibieron opiniones mixtas de la crítica. Rick Sanchez de IGN se sintió decepcionado con las imágenes del juego, opinando que sus gráficos no habían cambiado desde que lo jugó en el E3 de 2001. Sánchez dijo que el juego parecía un "juego PS2 de primera generación" y afirmó que se había lanzado un año después de escribir su reseña, los gráficos no se hubieran visto como fechados. Louis Bedigan de GameZone elogió la atención del juego a los detalles, afirmando que las imágenes del juego habían mejorado en "110%" desde -Wipeout 3 y pensaron que se dedicó mucho tiempo a los gráficos de Wipeout Fusion, lo que resultó en "algo verdaderamente extraordinario". John Kauderer, de GameSpy, elogió las mejoras clave del juego respecto a su predecesor, en particular su diseño gráfico de vanguardia, y afirmó que "distingue a los mundos [del juego] de los cansados scrollers laterales y los personajes infantiles que poblaron los sistemas de 16 bits". Un crítico de GamePro disfrutó de los gráficos "pulcramente renovados" del juego. Ryan Davis de GameSpot criticó las imágenes del juego, afirmando que aunque los diseños de las pistas parecen más "extravagantes" en Wipeout 2097, el juego "mantiene su flash visual al mínimo". Además, Davis también expresó su decepción por la falta de pistas impresionantes, así como la desaceleración ocasional del juego y los problemas gráficos emergentes. En contraste, Tom Bramwell de Eurogamer consideró que la única mejora de Wipeout Fusion respecto a sus predecesores fue su motor gráfico mejorado.
Los críticos elogiaron la banda sonora del techno del juego y reconocieron que era una parte importante de la serie Wipeout. Sánchez opinó que la banda sonora de los juegos anteriores de Wipeout, así como Wipeout Fusion, es "lo suficientemente buena" para comprarla por separado. Sánchez también elogió los efectos de sonido y la música del juego, afirmando que ambos aspectos están "muertos para un miembro de la familia Wipeout". Bedigan disfrutó de la banda sonora, diciendo que cada canción era "adictiva" y "se adapta a la sensación 'extrema' del juego". Kauderer pensó que el juego tenía una banda sonora excepcional, afirmando que desde el uso de la música autorizada en Wipeout 2097, la franquicia había "cambiado el rostro de la industria para siempre", aunque opinó que Wipeout Fusion había perdido "esa ventaja genial". Davis elogió la banda sonora de techno "contundente"; diciendo que era un tipo de música "querrías escuchar incluso cuando no estabas jugando el juego". Bramwell, por otro lado, criticó la elección de la música del juego, afirmando que la banda sonora se siente "como una broma práctica" y admitió haber silenciado la música. Un crítico de Edge alabó la banda sonora, describiéndola como "excelente, que induce al trance", pero también dijo que la jugabilidad "no se ha mantenido al día".